# Sommerschafweide auf dem Bäunisberg und Kraftstein
Die Sommerschafweide auf dem Bäunisberg und Kraftstein ist ein vom Landratsamt Tuttlingen am 11. Januar 1944 durch Verordnung ausgewiesenes Landschaftsschutzgebiet auf dem Gebiet der Stadt Mühlheim an der Donau.

## Lage
Das etwa 112 Hektar große Landschaftsschutzgebiet liegt etwa drei Kilometer nordwestlich von Mühlheim und 2 Kilometer südlich von Mahlstetten auf der Hochfläche des 864 m ü. NHN hohen Bräunisbergs, wobei es sich bei dem offiziellen Namen des Schutzgebiets Sommerschafweide auf dem Bäunisberg und Kraftstein ganz offensichtlich um einen amtlichen Schreibfehler handelt. Es gehört zum Naturraum Hohe Schwabenalb.

## Landschaftscharakter
Das südliche Teilgebiet ist bewaldet. Das nördliche Teilgebiet besteht aus einer für den Großen Heuberg typischen, kleinstrukturierten Landschaft aus Grünland, Waldflächen, Hecken und Magerrasen.

## Zusammenhängende Schutzgebiete
Die beiden Teilgebiete werden durch das Naturschutzgebiet Kraftstein unterbrochen, welches bis zur Ausweisung im Jahr 1986 noch Teil des Landschaftsschutzgebietes war. Das Landschaftsschutzgebiet liegt im Vogelschutzgebiet Südwestalb und Oberes Donautal und im Naturpark Obere Donau.